# Marlen Chucyjew
Marlen Martynowicz Chucyjew (ros. Марле́н Марты́нович Хуци́ев; ur. 4 października 1925 w Tbilisi, zm. 19 marca 2019 w Moskwie) – radziecki i rosyjski reżyser filmowy, scenarzysta oraz aktor pochodzenia gruzińskiego. Ludowy Artysta ZSRR (1986). Autor kultowych filmów o pokoleniu lat sześćdziesiątych: Mam 20 lat (1965) i Letni deszcz (1967). Jeden z czołowych poetów i moralistów radzieckiego kina.

## Życiorys
Urodził się w Tbilisi w rodzinie zdeklarowanego komunisty Martyna Chuciszwili (tak brzmiało oryginalne gruzińskie nazwisko reżysera) oraz aktorki Niny Uteneliszwili. Ojciec zginął w czasie stalinowskiej wielkiej czystki w 1937.
Absolwent moskiewskiego WGIK-u (ukończył studia na wydziale reżyserii w 1952). W latach 1952– 1958 pracował w wytwórni filmowej w Odessie, a od 1965 tworzył filmy dla studia Mosfilm. Jego debiut fabularny, Wiosna na ulicy Zarzecznej (1956), znakomicie oddawał nastrój chruszczowowskiej odwilży lat 50. i stał się jednym z największych komercyjnych sukcesów dekady. Trzy lata później Chucyjew dał początek karierze Wasilija Szukszyna, kiedy obsadził go w głównej roli w filmie Bądź moim synem (1959).
W latach sześćdziesiątych nakręcił swoje dwa arcydzieła: nagrodzony na 26. MFF w Wenecji Mam 20 lat (1965) i Letni deszcz (1967). Obydwa filmy, oddające klimat swoich czasów i portretujące pokolenie wkraczających w dorosłość młodych ludzi, nie przypadły do gustu ówczesnym władzom. Chucyjew został zmuszony do artystycznego milczenia przez kolejne lata. Kręcił jedynie pojedyncze filmy telewizyjne i dokumentalne.
Od 1978 uczył studentów wydziału reżyserii we WGIK-u. Jego wielkim powrotem do kina był film Infinitas (1992), który zdobył Nagrodę im. Alfreda Bauera i Nagrodę Jury Ekumenicznego na 42. MFF w Berlinie.
Pochowany na Cmentarzu Trojekurowskim w Moskwie.

## Filmografia
- 1956: Wiosna na ulicy Zarzecznej
- 1959: Bądź moim synem
- 1965: Mam 20 lat (Nagroda Specjalna Jury na 26. MFF w Wenecji)[4]
- 1967: Letni deszcz
- 1970: Był miesiąc maj
- 1984: Postscriptum
- 1992: Infinitas (Nagroda im. Alfreda Bauera i Nagroda Jury Ekumenicznego na 42. MFF w Berlinie)

## Nagrody i odznaczenia
- Zasłużony Działacz Sztuk RFSRR (1965)
- Ludowy Artysta RFSRR (1977)
- Ludowy Artysta ZSRR (1986)
- Państwowa Nagroda Federacji Rosyjskiej (1993)